# 特雷夫莱兹
特雷夫莱兹（法語：Tréflez，法語發音：[tʁeflɛz]）是法国菲尼斯泰尔省的一个市镇，位于该省北部，属于莫尔莱区。

## 地理
特雷夫莱兹（48°37'22"N, 4°15'41"W）面积15.76 平方千米，位于法国布列塔尼大區菲尼斯泰尔省，该省份为法国最西部的省份，位于布列塔尼半岛西部，北西南三面环大西洋，东临阿摩尔滨海省和莫尔比昂省。
与特雷夫莱兹接壤的市镇（或旧市镇、城区）包括：古尔旺、普卢伊代尔、普卢内韦-洛克里斯特。
特雷夫莱兹的时区为UTC+01:00、UTC+02:00（夏令时）。

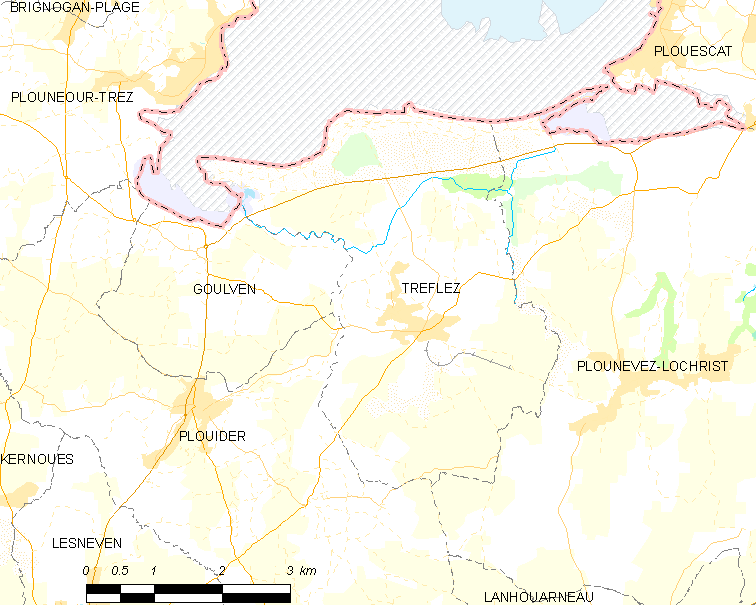
特雷夫莱兹的OSM定位图

## 行政
特雷夫莱兹的邮政编码为29430，INSEE市镇编码为29287。

## 政治
特雷夫莱兹所属的省级选区为圣波勒德莱昂县。

## 交通
菲尼斯泰尔省省道D110线、D129线和D210线在市中心交汇，省道D10线经过北部。

## 人口

1962-2008年间特雷夫莱兹人口变化图示

特雷夫莱兹于2022年1月1日时的人口数量为984人。